# Blackout (album de Britney Spears)
Blackout este cel de-al cincilea album de studio al cântăreței americane Britney Spears, lansat la 25 octombrie 2007 sub egida casei de discuri Jive Records. Artista a început să planifice proiectul în anul 2006, căutând o revenire în cariera ei muzicală după lansarea celui de-al patrulea album de studio, In the Zone (2003). Activitatea a continuat și în anul 2007, în timpul unei perioade în care problemele personale ale lui Spears au fost foarte mediatizate și au primit mai multă atenție decât eforturile profesionale, perioadă în care mass-media a relatat numeroasele cazuri de comportament haotic și instabil, precum și divorțul de Kevin Federline.
Albumul Blackout a reprezentat o abatere de la stilul muzical pe care Spears l-a adoptat pentru materialele anterioare, încorporând un ton întunecat și atmosferic în ceea ce privește direcția muzicală și versurile cântecelor. Solista a colaborat cu producători precum Danja, Bloodshy & Avant, Sean Garrett, și The Neptunes în mai multe studiouri de înregistrare din Statele Unite, precum și la reședința sa din Los Angeles, având intenția de a crea muzică energică și cu un tempo rapid. Contribuțiile acestora au rezultat într-un material discografic încadrat preponderent în genurile muzicale dance-pop și electropop, cu influențe din muzica euro disco și dubstep. Versurile cântecelor gravitează în jurul unor subiecte precum dragostea, faima, controversele din mass-media, sexul, precum și clubul.
În urma lansării sale, Blackout a primit, în general, recenzii pozitive din partea criticilor de specialitate, unii dintre ei considerându-l cel mai progresiv și consistent material al artistei. Publicația The Times l-a numit al cincilea cel mai bun album pop al deceniului. Lansarea lui Blackout a fost inițial programată la data de 13 noiembrie în Statele Unite, însă din cauza unor piese care au ajuns pe Internet în mod ilegal, data lansării a fost grăbită și mutată mai devreme. S-a preconizat că albumul va debuta pe prima poziție a clasamentului Billboard 200 din Statele Unite; cu toate acestea, în urma unei schimbări de regulament a clasamentului în ultimul moment, Blackout a debutat pe locul doi, înregistrând vânzări de 290.000 de exemplare în prima săptămână. În consecință, este primul album de studio a lui Spears care nu reușește să se ajungă pe primul loc în Statele Unite. În ciuda acestui fapt, Blackout a fost premiat cu discul de platină de către Recording Industry Association of America (RIAA) pentru depășirea pragului de un milion de copii vândute. Materialul s-a clasat în top cinci în alte șapte ierarhii internaționale, și a obținut, de asemenea, discuri de aur și de platină pe plan mondial.
Trei cântece de pe album au contribuit la promovarea acestuia, fiind lansate drept discuri single. „Gimme More”, primul extras pe single de pe Blackout, s-a clasat pe locul trei în topul Billboard Hot 100 din Statele Unite. Următoarele single-uri, „Piece of Me” și „Break the Ice”, au ajuns pe locurile 18 și, respectiv, 43 în Billboard Hot 100. Spre deosebire de albumele anterioare, Blackout nu a avut parte de o promovare intensă, singura apariție televizată a artistei fiind interpretarea piesei „Gimme More” la ediția din 2007 a premiilor MTV Video Music Awards, spectacol care a primit critici aspre atât din partea publicului, cât și din partea criticilor. În anul 2012, albumul a fost inclus în arhiva și librăria muzeului Rock and Roll Hall of Fame.

## Informații generale

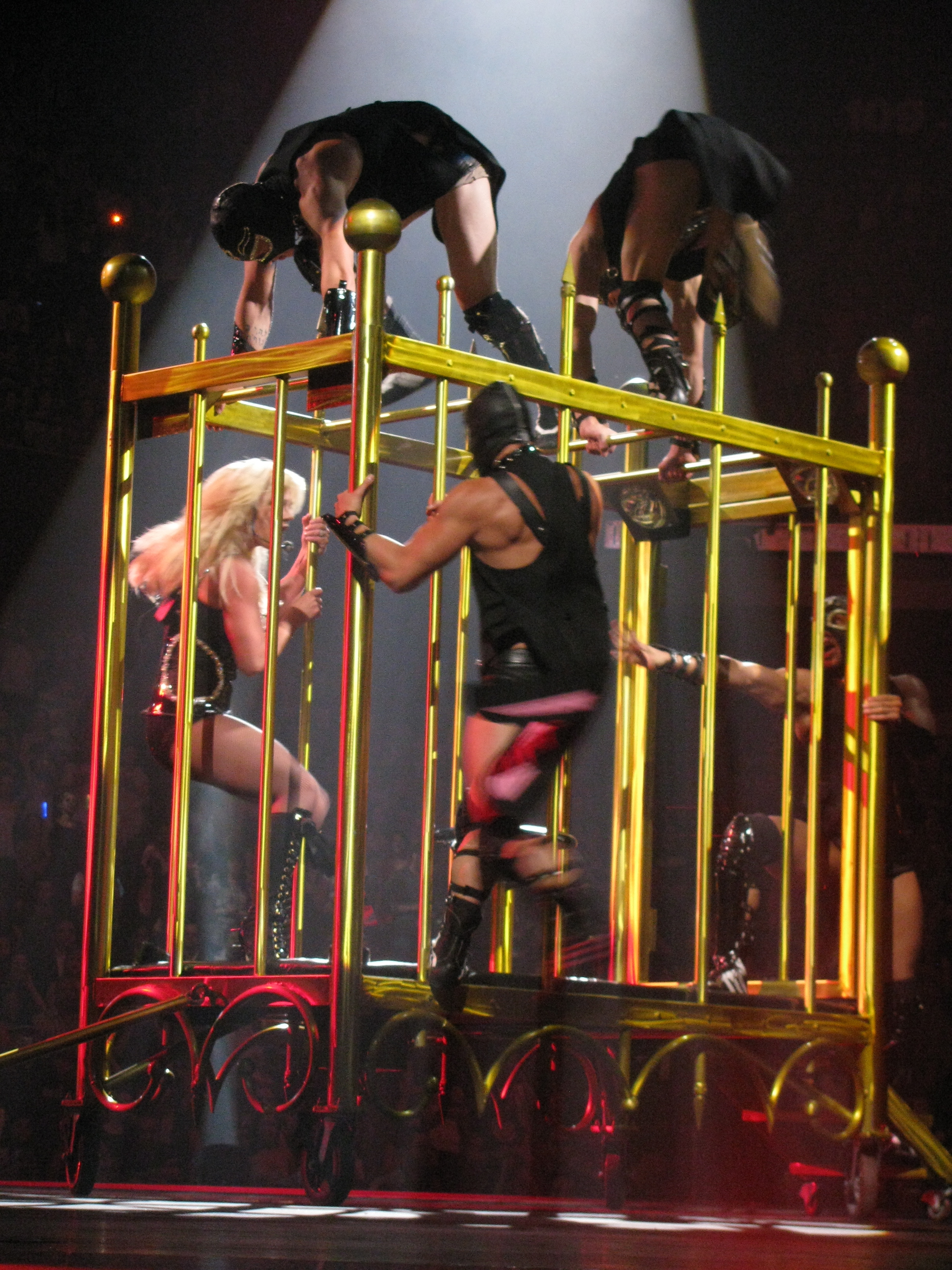
Spears interpretând „Piece of Me” într-un concert din cadrul turneului The Circus Starring Britney Spears, organizat la Arena Mohegan Sun din Uncasville, Connecticut, la 2 mai 2009.

În luna noiembrie a anului 2003, în timpul campaniei de promovare al celui de-al patrulea ei album de studio, In the Zone, Spears a declarat într-un interviu pentru revista Entertainment Weekly că a început deja să compună cântece pentru următorul ei album, și că are în plan să își înființeze propria companie de înregistrări în anul 2004. Henrik Jonback a confirmat faptul că artista a compus piese în timpul concertelor europene din turneul The Onyx Hotel, „în autobuz și în camera de ei hotel, în perioada dintre concerte”. În urma căsătoriei cu Kevin Federline în octombrie 2004, Spears a anunțat că va lua „o scurtă pauză” pentru a se „bucura de viață” prin intermediul unei scrisori postate pe website-ul ei oficial. Cu toate acestea, la 30 decembrie 2004, solista a făcut o apariție surpriză la postul de radio KIIS-FM din Los Angeles, prezentând în premieră o variantă midtempo mixată a unei noi melodii, intitulate „Mona Lisa”. Cântăreața a înregistrat piesa live, alături de o trupă, în turneu, dedicând-o „tuturor legendelor și idolilor din lume”. Versurile vorbesc despre regretul pentru căderea Monei Lisa, numind-o „memorabilă” și „imprevizibilă”, și prezentând totodată un avertisment pentru ascultători, să nu aibă o „cădere nervoasă”. Artista a dezvăluit faptul că și-a dorit ca piesa să fie primul disc single de pe următorul ei album, având ca titlu provizoriu The Original Doll. Aceasta a sperat ca lansarea materialului să aibă loc „probabil înainte de vara [anului 2005], sau poate chiar mai târziu”. În luna ianuarie 2005, Spears a postat încă o scrisoare pe website-ul ei, spunând:

„Cred că ar trebui să reformulez ceea ce am spus în scrisorile anterioare. Atunci când am spus că «voi lua pauză», m-am referit la faptul că voi face o pauză din a mi se mai spune ce să fac. ... E în regulă să privești pe cineva și să nu știi dacă lucrează într-adevăr sau doar se joacă, de vreme ce ambele reprezintă același lucru pentru ei. Materialele la care am lucrat în ultimul timp au fost foarte distractive, pentru că nu mai este întocmai o «muncă» pentru mine. Chiar am fost foarte implicată și în management, și pe partea de afaceri, și chiar simt că am mai mult control decât oricând”.

Un director de la casa de discuri Jive Records a afirmat că, deși Spears lucrează în studio, „nu este programat niciun album în acest moment” și „nu există planuri de a trimite «Mona Lisa» la posturile de radio”. Cântecul „Mona Lisa” a fost lansat drept CD bonus inclus în lansarea DVD a serialului Britney & Kevin: Chatoic (2005). Pe 14 septembrie 2005, Spears a dat naștere primului ei fiu, Sean Preston. În timpul unui interviu acordat revistei People, în februarie 2006, cântăreața a dezvăluit că este nerăbdătoare să se întoarcă la cariera muzicală, spunând că îi este dor de „călătorii [...] de drum, să văd diferite locuri, să fiu alături de dansatori și să mă simt bine. Acel sentiment pe care îl ai atunci când te afli pe scenă, știind că ești pe cale să dai tot ce ai mai bun – iubesc aceste emoții. Chiar am avut nevoie de pauză. A trebuit să-mi recapăt pofta”. Atunci când a fost întrebată despre următorul ei album, cântăreața a spus că a făcut experimente la studioul ei de acasă, alături de muzicieni live, cântând la pian și instrumente acustice. Spears și-a dorit ca următorul ei material discografic să reprezinte rădăcinile locului ei natal, Louisiana, explicând că a copilărit ascultând muzică blues. „Atunci când eram mică, mă ascultam pe mine [...] Însă după ce semnezi un contract cu o casă de discuri, ești recunoscătoare să ai un hit. Nu prea poți să-ți scoți în evidență vocea și locul de unde provii. Mi-ar plăcea să încerc să am mai multe influențe al acelui gen de sunet. Nu vă așteptați să mă transform într-o Tina Turner. Dar nu se știe niciodată”, a afirmat cântăreața. Artista a sperat, de asemenea, că noul album va revigora industria muzicală pop a acelor vremuri, adăugând: „Totul este foarte plictisitor. Nimic nu a fost «wow» pentru mine”. La 9 mai 2006, Spears a anunțat că este însărcinată cu cel de-al doilea ei copil. Câteva zile mai târziu, producători precum J. R. Rotem și Sean Garrett au declarat pentru MTV News că lucrează alături de solistă. Pe 12 septembrie 2006, Spears a născut cel de-al doilea ei fiu, Jayden James. La 7 noiembrie 2006, cântăreața a depus actele pentru divorțul de Federline, invocând diferențele ireconciliabile. În urma divorțului, petrecerile exagerate și comportamentul din public au atras atenția mass-mediei din întreaga lume. Spears a avut nevoie de două internări separate la centrul Promises Treatment din Malibu, California, în februarie 2007. Managerul artistei, Larry Rudolph, a emis un comunicat de presă la 20 martie 2007, spunând că aceasta „a încheiat cu succes” programul pentru dezalcoolizare și reabilitare al centrului.

## Înregistrare
„În mod evident, este muzică specifică lui Britney, însă la un nivel superior. Cu piese precum «Toxic», a fost foarte inovatoare, însă de data asta încercăm să depășim totul. Împingem limitele până la următorul lucru nou. Acest album nu va fi lansat în următoarea perioadă, de vreme ce încă suntem la început. Când va veni timpul să îl promovăm,  [Spears] va avea timp separat pentru asta, va fi preocuparea ei principală. Însă momentan, este foarte fericită și jonglează cu muzica și maternitatea”. 
Conform impresarilor lui Spears, ședințele de înregistrare a albumului au început în anul 2006. Cântăreața s-a întâlnit pentru prima oară cu Rotem în Las Vegas, Nevada în luna martie 2006, și l-a angajat pentru a lucra alături de ea la album, după ce a ascultat piesa „SOS” a Rihannei. Au compus și înregistrat patru cântece împreună, inclusiv „Everybody”, melodie oferită în mod inițial Rihannei și formației The Cheetah Girls. În luna iulie a anului 2006, solista a început să lucreze alături de producătorul Danja, acesta contactând textieri precum  Keri Hilson, Jim Beanz, Marcella Araica și Corte Ellis, cu scopul de a lucra alături de el. Echipa a compus șapte piese: „Gimme More”, „Break the Ice”, „Get Naked (I Got a Plan)”, „Hot as Ice”, „Perfect Lover”, „Outta This World” și „Get Back”. Danja a explicat faptul că procesul creativ nu a fost unul dificil deoarece, potrivit lui, „am fost lăsat să fac aproape tot ce am vrut”, iar dacă lui Spears „îi plăcea, mergea mai departe. Dacă nu, puteai să vezi asta pe fața ei”. Hilson a compus melodia „Gimme More” având-o pe artistă în minte, după ce Danja i-a interpretat varianta instrumentală, spunând: „Pur și simplu am început să cânt «Give me, Give me», și am încercat să mai adaug câteva versuri. Chiar m-am distrat și mi-am făcut de cap [scriind această piesă]”. Spears a început să înregistreze alături de ei la Studio at the Palms în Las Vegas, în august 2006, în timp ce era însărcinată în șapte luni cu Jayden James. Înregistrările au continuat la reședința cântăreței din Los Angeles, la trei de săptămâni după ce a născut. Hilson a comentat că „A dat 150 la sută. [...] Nu știu altă mamă care ar fi făcut așa ceva”. Danja a adăugat că, în ciuda numeroaselor probleme din viața personală, „În ceea ce privește activitatea profesională, nu am mai văzut pe nimeni să vină [în studio] și să dea randament total”. Referitor la sunetul albumului, producătorul l-a descris drept „mai măreț” și mai matur, cu „o nouă Britney”, explicând: „Eu provin din industria hip-hop, așa că [sunetul] are influențe evidente, însă am încercat să scap de ele”.
| Imagine indisponibilă |  | Imagine indisponibilă |
| Spears interpretând „Ooh Ooh Baby” (stânga) și „Get Naked (I Got a Plan)” (dreapta), în turneul The Circus Starring Britney Spears, în anul 2009. |  |                       |

Kara DioGuardi a lucrat la piesa „Heaven on Earth” și, de asemenea, a contribuit drept co-producător și co-textier al piesei „Ooh Ohh Baby” alături de Spears, în timp ce aceasta era însărcinată cu al doilea ei copil. DioGuardi a spus că artista „a muncit din greu”, numind-o „de neoprit”. În septembrie 2006, Rotem a declarat pentru MTV News că a încercat alături de Spears să inoveze sunetul single-urilor difuzate la radio în momentul respectiv, dând ca exemplu melodia „Promiscuous” a lui Nelly Furtado. La 8 noiembrie 2006, cu o zi după înaintarea dosarului de divorț cu Federline, Spears a înregistrat cântecul „Radar” alături de Ezekiel Lewis și Patrick M. Smith, membrii ai grupului The Clutch, la Studiourile Sony Music din New York City. Lewis a dezvăluit faptul că și-a dorit foarte mult timp să lucreze alături de artistă, și s-a simțit motivat să producă o melodie care va „ajuta proiectul să devină unul potrivit pentru revenire”. Smith a afirmat faptul că echipa a încercat să creeze un album „pentru acea Britney Spears pe care o știm și o iubim”, neatingându-se de „orice lucru care avea legătură cu problemele prin care trecea”. Ambii producători au spus că, deși Spears întârzia la ședințele de înregistrare, aceasta îi lua pe nepregătite cu eficiența și profesionalismul ei, Lewis adăugând: „A fost de-a dreptul o nebunie, iar ea a fost foarte atentă la fiecare indicație. [...] Nu știu la ce mă așteptam, pentru că am mers să înregistram acea piesă chiar după ziua în care și-a depus actele de divorțul cu Kevin [Federline]”.
Cântecul „Heaven on Earth” a fost compus de Nicole Morier, Nicole Morier, Nick Huntington și Michael McGroarty, ultimii doi fiind cunoscuți sub denumirea de Freescha. În ciuda faptului că Morier a compus melodii alături de Greg Kurstin și alți artiști, textiera a spus că nu și-a găsit „adevărata nișă” decât după ce a compus „Heaven on Earth”, o piesă pe care o consideră „foarte sinceră”. După ce a prezentat cântecul editorului ei, aceștia s-au întâlnit cu Spears și impresara Teresa LaBarbera Whites, declarându-se încântate de melodie. Morier a descris „Heaven on Earth” drept piesa care i-a transformat cariera. T-Pain, co-textier al piesei „Hot as Ice”, a lucrat în studio alături de Spears în februarie 2007, afirmând că unul dintre cele trei cântece înregistrate a fost finalizat în doar o oră. Artistul a declarat: „Credeam că [solista] doar o să stea pe o canapea și o să mănânce niște Doritos sau nachos [...] dar atunci când a venit, mi-a strâns mâna, m-a îmbrățișat și a mers direct în cabină. A ajuns acolo și a început să cânte”. Christian Karlsson și Pontus Winnberg, cunoscuți drept Bloodshy & Avant, au contribuit în calitate de co-textieri și co-producători ai pieselor „Radar”, „Freakshow” și „Toy Soldier”, la sfârșitul anului 2006. Atunci când albumul a fost considerat aproape complet, LaBarbera Whites i-a convins să lucreze la un cântec nou. Winnberg a spus că întotdeauna a existat o „regulă nescrisă” în care nu este permis să fie compuse melodii despre viața personală a lui Spears, de vreme ce „Sweet Dreams My LA Ex”, un răspuns pentru single-ul lui Justin Timberlake, „Cry Me a River”, a fost respins de casa ei de discuri. Cu toate acestea, duetul a compus „Piece of Me” alături de Klas Åhlund, un răspuns la criticile pe care Spears le-a primit de-a lungul carierei. Piesa a fost trimisă cântăreței, iar aceasta „a iubit-o”. Winneberg a afirmat: „Știam că acea melodie a fost împotriva regulilor pe care trebuia să le respectăm, [...] Atunci când artista a ajuns în studio, era deosebit de entuziasmată, învățase deja versurile pe dinafară în mașină, și am înregistrat cântecul în doar o jumătate de oră”. Înainte de lansarea albumului, LaBarbera Whites a declarat pentru MTV News că prin acest material Spears demonstrează că „a crescut mult ca interpretă. [...] A fost foarte implicată în piese și modul în care acestea au fost finalizate. Magia [lui Spears] a fost cea care a transformat cântecele în ceea ce sunt”. Alți producători care au lucrat la Blackout au fost Scott Storch, Dr. Luke și Ne-Yo, însă contribuțiile acestora nu au ajuns pe versiunea finală a discului.

## Structura muzicală și versurile
„Circus este un album puțin mai ușurel decât Blackout. Atunci când am creat cântecele [pentru Blackout], eram într-o perioadă foarte întunecată a vieții mele, așa că majoritatea pieselor reflectă acest lucru. [...] Însă ambele [albume] au energii total diferite. Blackout este mai întunecat, mai îndrăzneț, și orientat către muzica urbană.” 
Danja a afirmat faptul că obiectivul principal a lui Spears a fost acela de a crea un album distractiv și dansabil, cu cântece energice și cu un tempo rapid; „Ea a vrut să fie cât mai îndepărtată de zona personală. [Blackout] e distractiv, simplu, și nu este nimic greșit în acest lucru. Este despre a te simți bine, o celebrare a feminității”, a adăugat producătorul. Din punct de vedere muzical, materialul discografic a fost încadrat preponderent în genurile muzicale dance-pop și electropop.
Albumul începe cu primul disc single, „Gimme More”, o piesă dance-pop și electropop. Melodia se deschide cu o introducere în care Spears rostește fraza „It's Britney, bitch”. În ciuda faptului că versurile par a fi legate de dans și sex, în realitate, acestea vorbesc despre fascinația publicațiilor mass-media pentru viața privată a lui Spears, semnificație observată în versuri precum „Cameras are flashin' while we're dirty dancin' / They keep watchin', keep watchin'” (ro.: „Camerele ne fotografiază în timp ce dansăm indecent / Ei continuă să ne privească, să ne privească”). Următorul cântec, precum și cel de-al doilea single, este „Piece of Me”. Având un tempo lent și o linie melodică dance, piesa conține secvențe cu o voce distorsionată în mod exagerat, cauzând un efect sonor sacadat și fiind „destul de dificil să distingi care dintre voci este cea a lui Spears”. „Piece of Me” vorbește despre faimă și este compus într-un mod asemănător unei biografii, repovestind incidentele prin care solista a trecut. Spears cântă ca și cum ar recita versurile. Cea de-a treia melodie de pe album, „Radar”, este o piesă electropop și euro disco ce conține sintnetizatoare distorsionate și sunete ce imită pulsurile unui sonar. Includerea acestor sunete a stârnit comparații cu piesa „Tainted Love” (1981) a formației Soft Cell. În versuri, Spears îi dezvăluie unui iubit faptul că acesta se află pe radarul ei, și îi enumeră toate calitățile pe care le deține.
Al patrulea cântec, care este al treilea disc single, poartă titlul de „Break the Ice”. Piesa începe cu Spears cântând versurile „It's been a while / I know I shouldn't keep you waiting / But I'm here now” (ro.: „A trecut ceva vreme / Știu că n-ar fi trebuit să te fac să aștepți / Dar sunt aici acum”). În fundalul melodiei se aude un cor, iar Keri Hilson a contribuit în mod semnificativ drept acompaniament vocal, făcând piesa să sune aproape ca un duet. Hilson a explicat că versurile vorbesc „despre doi oameni, o fată și un băiat, [...] iar fata spune «Ești destul de crispat. Lasă-mă pe mine să încălzesc puțin lucrurile și să sparg gheața»”. După refren, începe secvența intermediară în care cântăreața spune „I like this part / It feels kind of good” (ro.: „Îmi place partea asta / Se simte destul de bine”), imitând-o pe Janet Jackson în cântecul „Nasty” (1986). Cea de-a cincea piesă, „Heaven on Earth”, este o melodie de dragoste, încadrată în genul muzical euro disco și cu influențe proeminente din muzica new wave. Este inspirată de single-ul „I Feel Love” (1977) al Donnei Summer, având trei linii melodice de voce suprapuse peste un singur beat. Nicole Morier a comentat faptul că versurile piesei au fost compuse dintr-o perspectivă întunecată, spunând: „Mă gândeam la cineva, și la cât de perfectă este acea persoană, iar eu am atâtea imperfecțiuni. [...] Cred că cel emoționat lucru [legat de această melodie] îl reprezintă versurile scrise din perspectiva cuiva care simte că are foarte mare nevoie de această persoană pentru ca să se simtă bine și în siguranță”. Spears a numit „Heaven on Earth” drept cântecul ei preferat de pe albumul Blackout. Cea de-a șasea piesă, „Get Naked (I Got a Plan)”, are un tempo rapid despre sex. Este un duet între Spears și Danja, producătorul cântând în refren cu o voce distorsionată, similară cu un murmur descendent. Spears contribuie cu o serie de șoptiri, suspine și cântări, iar vocea ei este, de asemenea, distorsionată.
„Freakshow”, a șaptea melodie, este construită în jurul efectului de „tremurare” al muzicii dubstep. Artista cântă despre dans și despre cum e să fii în lumina reflectoarelor, cu versuri precum „Make them other chicks so mad / I'm 'bout to shake my ass / Snatch that boy so fast” (ro.: „Le fac pe celelalte fete atât de geloase / Mă pregătesc să dau din fund / Vrăjesc acel băiat atât de rapid”). În timpul secvenței intermediare, vocea lui Spears este distorsionată pentru a suna masculin, cu un ton grav. După aproape un deceniu de la lansarea albumului Blackout, cântăreața a afirmat că „Freakshow” este una dintre piesele ei preferate care nu a fost niciodată lansată drept disc single, descriind-o ca „plină de atitudine”. „Toy Soldier” este o melodie dance-pop cu un tempo rapid, similar cu cel din single-ul „Lose My Breath” (2004) al formației Destiny's Child. Cântecul conține tobe militărești, iar Spears cântă despre nevoia de a găsi un nou iubit. Următorul cântec, „Hot as Ice”, o prezintă pe Spears cântând într-un registru vocal mai înalt: „I'm just a girl with the ability to drive a man crazy / Make him call me «mama», make him my new baby” (ro.: „Sunt doar o fată cu abilitatea de a înnebuni un bărbat / Să-l fac să mă strige «mama», să fac din el noul meu copil”. Cea de-a zecea piesă a albumului Blackout, „Ooh Ooh Baby”, conține o chitară flamenco. Cântecul amestecă beat-ul piesei „Rock and Roll” (1972) a artistului Gary Glitter cu linia melodică a single-ului „Happy Together” a formației The Turtles. În versuri, artista îi cântă unui partener „Touch me and I come alive / I can feel you on my lips / I can feel you deep inside” (ro.:  „Atinge-mă și prind viață / Te simt pe buzele mele / Te simt în adâncul meu”).  Kara DioGuardi a dezvăluit că, atunci când a compus piesa, a fost inspirată de relația dintre Spears și primul ei fiu, spunând: „[Eram în studio și] mă uitam la amândoi, și observam felul în care se privesc unul pe celălalt, și cum ea își ținea copilul. Mi s-a părut destul de interesant. [Atunci când scriam versurile], mă gândeam uneori la un copil, iar alteori la un iubit”. „Perfect Lover” are un beat dance propulsiv și zgomotos, iar solista cântă versuri precum „Tick-tock / Tick-tock / Come and get me while I'm hot” (ro.: „Tick-tock / Tick-tock / Vino și prinde-mă cât încă sunt fierbinte”). Cel de-al doisprezecelea cântec, „Why Should I Be Sad”, are un tempo moderat și este adresat în mod direct fostului ei soț, Kevin Federline. O melodie bonus inclusă pe versiunile albumului distribuite exclusiv în magazinele Target, „Outta This World”, este o piesă electro cu un tempo moderat în care Spears cântă versuri romantice unui partner, „I keep singing universes about you / There’ll always be verses about you” (ro.: „Le cânt universurilor despre tine / Mereu vor fi versuri despre tine”). Piesa „Everybody” conține o mostră din single-ul „Sweet Dreams (Are Made of This)” (1983) al trupei Eurythmics, iar artista cântă despre ringul de dans, cu o voce șoptită și într-un registru grav. „Get Back” este un cântec dance cu un tempo rapid și un ton muzical întunecat, descris drept „sinistru și obraznic”.

## Titlul și coperta
În luna iunie a anului 2007, Spears a postat un mesaj pe website-ul ei oficial, cerând ajutor cu privire la alegerea unui titlu potrivit pentru album. Opțiunile au fost: OMG Is Like Lindsay Lohan Like Okay Like, What If the Joke Is on You, Down Boy, Integrity, și Dignity. Pe 6 octombrie 2007, compania de înregistrări Jive Records a anunțat prin intermediul unui comunicat de presă faptul că albumul va avea titlul Blackout, făcând referire la „blocarea negativității și trăirea vieții din plin”.
Atât ședința foto pentru material, cât și coperta acestuia, au fost realizate de Ellen von Unwerth. Coperta a fost lansată de Jive Records la 12 ianuarie 2007. Fotografia o prezintă pe cântăreață având păr negru, purtând o rochie de culoare roz (culoare albastră în imaginea de pe spatele coperții) și o pălărie albă. Un redactor de la ziarul Ottawa Citizen a fost de părere că design-ul este „îngrozitor”. Imaginea prezentă în mijlocul broșurii CD-ului o înfățișează pe Spears și un preot în ipostaze sugestive, într-un confesional. În prima fotografie, Spears poartă o cruce și ciorapi din plasă, și stă în poala preotului. În cea de-a doua imagine, cântăreața se sprijină în mod sugestiv de confesional, în timp ce preotul stă pe cealaltă parte a peretelui despărțitor. În urma lansării albumului, directorul de comunicații Kiera McCaffrey al Ligii Catolice a afirmat că grupul consideră fotografiile „o manevră de publicitate ieftină” pentru a promova Blackout, criticând-o pe artistă pentru „bătaia de joc adusă unui sacrament catolic”. McCaffrey a adăugat: „Tot ceea ce vedem este cât de tulburată este această fată la momentul actual. Mai ales în ceea ce privește familia ei, faptul că își pierde copii, iar cariera ei se duce pe apa sâmbetei. Acum lansează acest album, iar asta este tactica ei de a-l promova?”. Gil Kaufman de la MTV a spus că imaginile sunt asemănătoare cu videoclipul Madonnei pentru cântecul „Like a Prayer” (1989). Broșura discului conține, de asemenea, fotografii cu scaune goale și pagini rupte din publicații de tabloid, precum și capturi de ecran din videoclipul piesei „Gimme More”. Acest album nu include o listă cu mulțumiri, în comparație cu materialele precedente ale solistei.

## Lansare și promovare

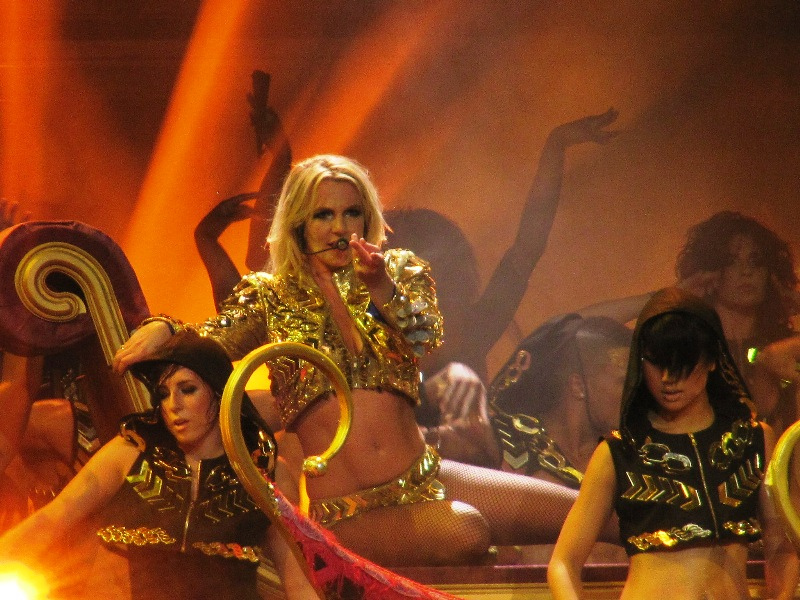
Spears cântând single-ul „Gimme More” în turneul Femme Fatale, în anul 2011.

Blackout a fost programat inițial să fie lansat la 13 noiembrie în Statele Unite. Cu toate acestea, compania de înregistrări Jive Records a anunțat la 10 octombrie 2007 că data lansării va fi mutată cu două săptămâni mai devreme, pe 30 octombrie 2007, din cauza unor piese care au ajuns pe internet în mod ilegal. O zi mai târziu, Zomba Label Group a intentat un proces împotriva lui Perez Hilton, susținând că acesta a obținut în mod ilegal zece cântece și variante demonstrative nefinalizate de pe album și le-a postat pe blog-ul său de scandal. Reprezentații de la Zomba au afirmat faptul că postările au fost făcute într-o perioadă de trei luni, și au solicitat daune punitive adevărate, precum și cheltuieli de judecată. La data de 30 iunie 2009, părțile au transmis o clauză pentru renunțarea la această acțiune, în conformitate cu un acord nedezvăluit pentru soluționarea litigiilor. În luna următoare, judecătorii Curții de Justiție au respins cazul, cu acordarea de daune.
După câteva zile de speculații în mass-media, s-a confirmat la 6 septembrie 2007 faptul că Spears va deschide ediția din 2007 a galei de premii MTV Video Music Awards organizată la teatrul Pearl în Palms Casino Resort din Las Vegas, la 9 septembrie 2007. S-a anunțat, de asemenea, că artista va cânta piesa „Gimme More” în acompaniamentul unui număr de magie al iluzionistului Criss Angel, în anumite părți ale interpretării. Cu toate acestea, publicațiile mass-media au presupus faptul că această colaborare ar fi fost respinsă în ultimul moment de către organizatorii spectacolului. Interpretarea a început cu Spears făcând playback peste primele versuri ale cântecului „Trouble”, lansat de Elvis Presley în anul 1958. Single-ul „Gimme More” a început, iar camera a dezvăluit-o pe artistă purtând un bikini negru, încrustat cu diamante, și o pereche de cizme negre. Spears a fost însoțită de dansatori atât bărbați, cât și femei, îmbrăcați în costume negre. Mai multe dansatoare la bară au dansat pe scene mai mici răspândite prin public. Interpretarea solistei a primit critici aspre atât din partea publicului, cât și din partea criticilor de specialitate. Jeff Leeds de la ziarul The New York Times a spus că „nimeni nu s-ar fi așteptat la fiasco-ul de duminică seară, în care apatica doamnă Spears s-a legănat pe scenă imitând mișcări de dans, și ocazional a șoptit câteva cuvinte, într-o încercare slabă și palidă de a cânta playback noul ei single”. Vinay Menon de la ziarul Toronto Star a comentat faptul că Spears „a părut complet amețită și fără speranță. Avea aceeași expresie pe care ar fi avut-o un om care a fost recent adus în Palms Casino Resort de o tornadă, una care s-a terminat brusc, luându-i hainele și discernământul [...] [Ea a mers] greoi, cu încetinitorul, ca și cum cineva i-ar fi turnat ciment în acele cizme de prostituată”. David Wills de la postul de televiziune BBC a afirmat faptul că interpretarea „va fi intra în cărțile de istorie drept una dintre cele mai groaznice spectacole care au avut loc vreodată la premiile MTV”.
Contrar albumelor precedente ale lui Spears, Blackout nu a avut parte de o campanie de promovare cu interviuri în reviste, apariții la emisiuni de talk-show sau alte interpretări TV pe lângă cea de la MTV Video Music Awards. De asemenea, albumul nu a fost promovat prin intermediul unui turneu de concerte. La 27 noiembrie 2007, MTV a lansat concursul „Britney Spears Wants a Piece of You” (ro.: „Britney Spears Vrea o Parte din Tine”) în care fanii puteau regiza un videoclip separat pentru single-ul „Piece of Me”, folosind secvențe din interviuri acordate de solistă, precum și filmări de la interpretările acesteia. Folosind un program intitulat MTV Video Remixer, fanii puteau să editeze și să creeze un mixaj ale cadrelor. Videoclipul câștigător a avut premiera în timpul emisiunii TRL, la 20 decembrie 2007. Acesta a fost ales de MTV, Jive Records și Spears însăși. Câștigătorul a primit un dispozitiv Haier Ibiza Rhapsody, un abonament pe un an la serviciul Rhapsody, precum și întreaga discografie a lui Spears lansată în Statele Unite.

## Discuri single
„Gimme More” a fost lansat drept primul disc single extras de pe album la 18 august 2007. Cântecul a primit recenzii pozitive din partea criticilor de specialitate, și a avut parte de succes în clasamentele muzicale. În Statele Unite, piesa a ocupat locul trei în ierarhia Billboard Hot 100, devenind cel de-al cincilea ei șlagăr de top 10 și al doilea cel mai bine clasat single al artistei, la acea vreme. În Canada, melodia a ajuns pe locul întâi, în timp ce în țările europene, single-ul a ajuns în top cinci în clasamentele din Australia, Belgia, Brazilia, Danemarca, Elveția, Franța, Irlanda, Italia, Norvegia, Regatul Unit, Suedia, și Ucraina. Videoclipul muzical a avut premiera la 5 octombrie 2007 și o prezintă pe Spears dansând la bară, fiind o abatere de la videoclipurile anterioare ce includeau coregrafii sofisticate. Videoclipul a primit recenzii mixte spre negative din partea jurnaliștilor muzicali, aceștia criticând aspru dansul la bară a lui Spears, precum și lipsa unui scenariu.
„Piece of Me” a fost lansat drept cel de-al doilea disc single extras de pe album. Criticii de specialitate au oferit recenzii pozitive melodiei, lăudând producția și versurile sfidătoare și numindu-l unul dintre cele mai bune cântece ale albumului Blackout. Publicația Rolling Stone l-a clasat pe locul 15 în topul celor mai bune 100 de piese ale anului 2007. A ajuns pe locul unu în Irlanda, și a obținut poziții de top cinci în clasamentele din Australia, Austria, Canada, Danemarca, Finlanda, Noua Zeelandă, Regatul Unit și Suedia. În Statele Unite, a devenit cel de-al doilea single de pe albumul Blackout care să ajungă pe prima poziție a ierarhiei Dance Club Songs, și a ocupat, de asemenea, locul 18 în clasamentul Billboard Hot 100. Videoclipul muzical al piesei a fost regizat de Wayne Isham și prezintă viața lui Spears din perioada respectivă, înfățișând-o pe artistă împreună cu prietenele ei deghizându-se pentru a-i deruta pe paparazzi. Conceptul lui Isham a avut-o în principal pe cântăreață ironizând cu încredere situația ei din perioada respectivă. Clipul a primit recenzii mixte din partea criticilor, aceștia fiind de părere că trupul artistei a fost retușat digital. Videoclipul a primit trei nominalizări la ediția din 2008 a premiilor MTV Video Music Awards, și a câștigat la toate cele trei categorii – „Videoclipul anului”, „Cel mai bun videoclip al unei cântărețe”, și „Cel mai bun videoclip pop”.
„Break the Ice” a fost lansat drept al treilea și ultimul extras pe single de pe album la 3 martie 2008. Melodia a primit laude din partea criticilor, câțiva numindu-l un punct culminant al materialului Blackout. Cântecul a devenit un șlagăr de top 10 în Belgia, Canada, Finlanda, Irlanda și Suedia, clasându-se totodată în top 40 în Australia, Noua Zeelandă, și numeroase țări din Europa. În Statele Unite, single-ul a ajuns pe locul 43 în ierarhia Billboard Hot 100, și a ajuns în fruntea clasamentului Hot Dance Club Songs. Videoclipul piesei „Break the Ice” a fost lansat la 12 martie 2008, sub regia lui Robert Hales. Videoclipul animat cu influențe anime prezintă personajul de super-eroină a lui Spears din videoclipul piesei „Toxic”, distrugând un laborator foarte bine păzit cu numeroase clone, inclusiv una de a ei.
Potrivit lui Ezekiel Lewis de la The Clutch, „Radar” a fost în mod original planificat să fie lansat drept al treilea disc single. „Break the Ice” a fost lansat în schimb, iar „Radar” urma să fie cel de-al patrulea extras pe single. Cu toate acestea, data a fost amânată după ce Spears a început să înregistreze cântece pentru cel de-al șaselea ei album de studio, Circus. „Radar” a fost ulterior inclus drept o piesă bonus a albumului, și a fost lansat drept cel de-al patrulea disc single, după „Womanizer”, „Circus” și „If U Seek Amy”.

## Recepția criticilor
Blackout a primit, în general, recenzii pozitive din partea criticilor de specialitate. Pe Metacritic albumul a primit un scor mediu de 61 din 100, bazat pe 24 de recenzii, indicând astfel „recenzii general favorabile”. Stephen Thomas Erlewine, editor șef al publicației AllMusic, a descris discul drept „o capodoperă dance-pop de ultimă generație, o dovadă a competențelor producătorilor, iar până și Britney este îndeajuns de conștientă încât să angajeze cei mai buni producători, chiar dacă ea nu este în cea mai bună formă”. Dennis Lim de la revista Blender a considerat că este „cel mai consistent [album] al ei, o colecție perfectă și distractivă de muzică electropop obraznică și strălucitoare”. Margeaux Watson de la revista Entertainment Weekly a comentat faptul că, deși piesele „nu sunt chiar poezii”, există „ceva încântător de evazionist în legătură cu Blackout, un album dance perfect funcțional ce abundă în voioase elemente electro regăsite în cele mai noi hituri”. Un redactor al revistei NME a afirmat că vocea cântăreței este modificată în mod exagerat, făcând-o să sune robotic și adăugând că „ar fi fost cu adevărat mai bună dacă ar fi avut puțin mai multe atingeri umane”.
Într-o recenzie pentru website-ul Pitchfork, Tom Ewing a numit piesa „Get Naked (I Got a Plan)” atracția principală a albumului, și a continuat prin a spune: „la fel ca majoritatea melodiilor de pe Blackout, [această piesă] este pop modern minunat, un cântec ce ar putea fi lansat doar de acest superstar, în acest moment. În calitate de catastrofă ambulantă, Britney chiar se pricepe să distrugă mașini, iar acest album se poate încadra în acest scenariu dacă îți dorești cu adevărat”. Ewing a comparat, de asemenea, relația dintre Spears și Blackout cu serialul american de televiziune Twin Peaks, opinând că „serialul a fost atât de grozav nu datorită poveștii centrale de «fata bună devine fată rea», ci datorită ciudățenii emanate de poveste. Viața lui Britney din afara acestui disc poate fi atât o distragere de la acest album extraordinar, cât și un punct de atracție”. Mike Schiller de la revista PopMatters a susținut: „Încă de la coperta de prost gust absolut, Blackout este un album de prisos, și în ultimă instanță, complet nememorabil”. Melissa Maerz de la revista Rolling Stone a explicat că în Blackout „este pentru prima dată în cariera ei când își exprimă cu adevărat propriile gânduri despre viața ei”, iar artista „va da o lovitură atât de mare cu cele mai bune șlagăre pop, încât un asistent social va fi nevoit să reducă numărul de aprovizionări cu hituri”. Rob Sheffield de la publicația menționată anterior a descris Blackout drept „unul din cele mai influente albume din muzica pop modernă”. Sal Cinquemani, editor al revistei Slant Magazine, a comparat Blackout în mod nefavorabil cu In the Zone, spunând: „deși acest album punctează bine în ceea ce privește ridicatul coeficient de sexualitate, nu este un pas prea mare înainte pentru Britney după albumul In the Zone din 2003, care s-a dovedit a fi surprinzător de solid și la care a contribuit în calitate de textieră pentru majoritatea cântecelor (spre deosebire de insuficienta cifră de trei piese compuse pe acest album)”.
Andy Battaglia de la ziarul The A.V. Club a spus că discul „este un eveniment important, dar și o aberație îngrijorătoare, care nu putea fi fabricată în mod mai ciudat sau lansată într-un moment mai bizar și inoportun”, iar „fiecare melodie poate fi descrisă drept remarcabil de progresivă și ciudată”. Alexis Pertidis de la ziarul The Guardian l-a numit „un album îndrăzneț și captivant; întrebarea este dacă va putea cineva să fie atent și să asculte conținutul său fără să fie asurzit de răcnetele bârfelor din mass-media?”. Editorul a elaborat că, atunci când imaginea publică a unui artist se află în cădere liberă, acesta are doar două opțiuni: să facă muzică „ce va reaminti [publicului] de zilele de aur, înainte ca tragedia să aibă loc” pentru a „scoate în evidență normalitatea completă”, sau „să lase precauția deoparte: având în vedere situația în declin, ce e rău în a-ți asuma câteva riscuri muzicale?”. Petridis a comentat că alegerea lui Spears a fost cea de-a doua variantă, iar rezultatul a fost „în mare măsură fantastic”. Kelefa Sanneh de la ziarul The New York Times a susținut: „Beat-urile electronice și liniile de bas sunt pe atât de consistente pe cât de subțire e vocea domnișoarei Spears, iar așa cum și titlul albumului sugerează, atmosfera generală transmisă de Blackout este una de o revitalizantă lipsă de regrete”. Sanneh a adăugat că artista a devenit o prezență spectrală în propriul ei album, explicând faptul că, în comparație cu albumele precedente, „[ea] înfățișează o imagine surprinzător de discretă și simplă pe Blackout [...] Chiar și atunci când era promovată drept un fost „mouseketeer” îngrijit din Clubul lui Mickey Mouse, și chiar în perioada în care solista concerta alături de un microfon ce funcționa mai mult drept recuzită, ceva legat de [Britney] era foarte intens”.
Peter Robinson de la ziarul The Observer a afirmat că Spears „a lansat cel mai bun album din cariera ei, ridicând standardele muzicii pop moderne cu ajutorul unui mixaj incendiar de elemente din albumului Shock Value lansat de Timbaland, și elemente din propria ei discografie”. Într-o recenzie pentru ziarul The Phoenix, Elle Dean a spus că Blackout „ar putea fi mai mult un omagiu pentru abilitățile producătorilor de primă clasă, ghidând atent mai mult direcția acestui disc decât oricare din talentele [lui Spears]. Totuși, ea a fost îndeajuns de isteață încât să accepte toate îndrumările și recomandările”. Robert Christgau, relatând pentru MSN Music, i-a oferit albumului un calificativ de B+ și a comentat: „Pornind la salutul «It's Britney bitch» întâlnit în «Gimme More», la sunetele complexe și demne de titlul «single-ul anului» din piesa «Piece of Me», la «feel you deep inside» din «Ooh Ooh Baby», la «touch me there» prezentat în «Perfect Lover», acest album nu este altceva decât o simplă invitație de «hai să ne dezbrăcăm», suculentă și explozivă”. Blackout a ocupat locul 50 în clasamentul celor mai bune 100 de albume lansate în anul 2007, realizat de revista Rolling Stone. În mod concomitent, materialul discografic a fost desemnat cel mai bun album al anului în urma unui sondaj realizat de revista Billboard.

## Premii și recunoașteri
Premii
| An   | Categorie                       | Premiu                 | Rezultat | Ref.          |
| ---- | ------------------------------- | ---------------------- | -------- | ------------- |
| 2008 | Albumul internațional al anului | NRJ Music Award        | Câștigat | [ 94 ]        |
| 2008 | Cel mai bun album               | MTV Europe Music Award | Câștigat | [ 95 ] [ 96 ] |

Distincții
Blackout a fost inclus în listele de final de an și deceniu întocmite de numeroase publicații prestigioase.
| Publicație       | Distincție                                                     | An   | Clasament | Ref.    |
| ---------------- | -------------------------------------------------------------- | ---- | --------- | ------- |
| Rolling Stone    | Top 50 albume din 2007                                         | 2007 | 50        | [ 97 ]  |
| Idolator         | Cele mai bune albume din 2007 alese de critici                 | 2007 | 33        | [ 98 ]  |
| The Observer     | 2007: Top 50 cele mai bune albume                              | 2007 | 50        | [ 99 ]  |
| The Guardian     | Cele mai bune albume ale anului 2007                           | 2007 | 17        | [ 100 ] |
| Slant            | Top Albume din 2007 (listă)                                    | 2007 | -         | [ 101 ] |
| Amazon           | Cele mai bune produse din 2017: Top 100 la alegerea editorilor | 2007 | 48        | [ 102 ] |
| The Times        | Cele mai bune albume pop ale deceniului                        | 2009 | 5         | [ 103 ] |
| Rock's Backpages | Cele mai bune albume, 2000-2009                                | 2009 | 5         | [ 104 ] |
| Stylus           | Cele mai bune albume ale anilor 2000                           | 2010 | 54        | [ 105 ] |
| The Guardian     | Top 500 cele mai bune albume: Alegerea cititorilor (Listă)     | 2013 | -         | [ 106 ] |

## Performanța în clasamentele muzicale

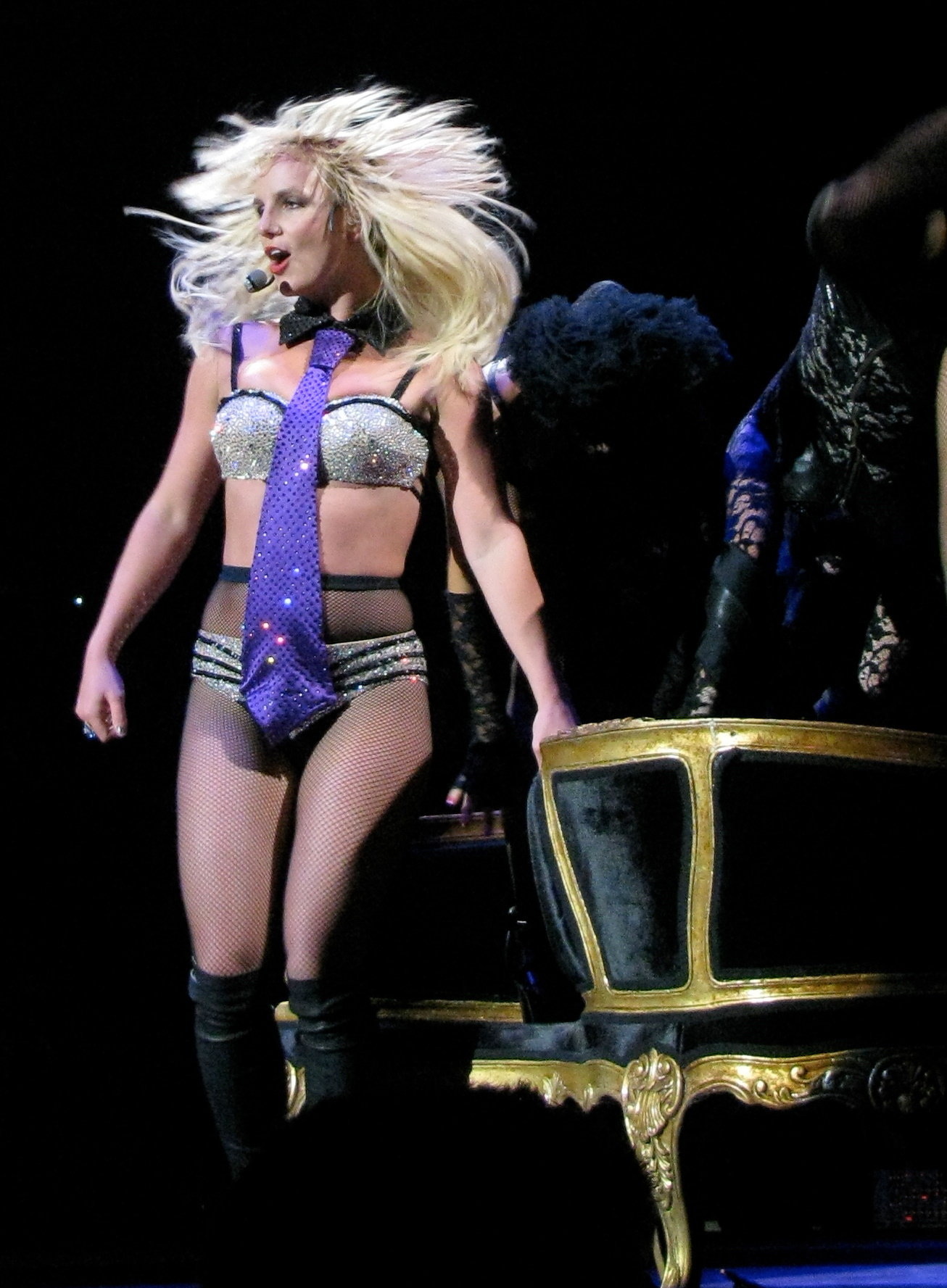
Spears interpretând „Freakshow” în turneul The Circus Starring Britney Spears, în anul 2009.

Potrivit datelor furnizate de Nielsen SoundScan, Blackout s-a vândut în 124.000 de exemplare în prima sa zi de la lansare în Statele Unite. Jessica Letkemann de la revista Billboard a comparat vânzările în mod pozitiv cu cele ale albumului Carnival Ride lansat de Carrie Underwood, material care a ocupat prima poziția a clasamentului Billboard 200 în săptămâna precedentă cu doar 49.000 de copii vândute. Letkemann a estimat, de asemenea, că Blackout ar putea debuta pe primul loc. La 6 noiembrie 2007, Billboard a anunțat faptul că albumul Long Road Out of Eden lansat de formația Eagles a depășit vânzările albumului lui Spears, însă un debut pe primul loc nu ar putea fi posibil datorită unei reguli care interzice materialele distribuite în mod exclusiv într-un singur centru comercial (Walmart în acest caz) să apară în ierarhia Billboard 200. Geoff Mayfield, analist senior și director al clasamentelor revistei, s-a declarat frustrat de situație, spunând: „Pot crede că Eagles au vândut mai mult, însă nu există niciun document plauzibil care să afirme faptul că au vândut mai mult decât [Spears], iar în caz contrar, tot ce vom vedea sunt oameni care au interesul de a sugera acest lucru”. În după-amiaza aceleiași zile, Walmart a emis un comunicat de presă în care s-a anunțat faptul că albumul Long Road Out of Eden a înregistrat vânzări de 711.000 de exemplare. Pe timpul nopții, s-a anunțat prin intermediul unui articol publicat pe Billboard.biz că a avut loc o înțelegere între revista Billboard și Nielsen SoundScan, albumele distribuite exclusiv către un singur comerciant putând ulterior să apară în clasament începând cu aceeași săptămână. Prin urmare, Long Road Out of Eden a debutat în fruntea topului Billboard 200, iar Blackout a debutat pe locul doi, cu 290.000 de copii vândute. A devenit primul album de studio a lui Spears care nu a debutat pe primul loc. Cu toate acestea, a stabilit recordul de a fi cel mai bine vândut album în mediul digital lansat de o cântăreață la vremea respectivă. În urma lansării albumului Circus în luna decembrie a anului 2008, Blackout a reintrat în clasamentul Billboard 200 pe locul 198, având 4.600 de exemplare vândute. Până în martie 2015, s-a vândut în peste un milion de exemplare în Statele Unite și a primit un disc de platină din partea Recording Industry Association of America (RIAA).
În Canada, Blackout a debutat pe primul loc în ierarhia Canadian Albums Chart, înregistrând vânzări de 29.000 de unități și devenind primul album al solistei care ocupe primul loc în această țară de la Britney (2001). Materialul a primit un disc de platină din partea Canadian Recording Industry Association (CRIA) pentru expedierea a peste 100.000 de copii. În Australia și Noua Zeelandă, Blackout a debutat pe locurile trei și, respectiv, opt, primind ulterior un disc de platină din partea Australian Recording Industry Association (ARIA), indicând vânzări de peste 70.000 de unități. În Regatul Unit, albumul a debutat pe locul doi în clasamentul UK Albums Chart cu vânzări de 42.000 de unități, nereușind să depășească Long Road Out of Eden care s-a vândut în 134.400 de unități. Blackout a acumulat un total de 28 de săptămâni de prezență în top, și a fost premiat cu discul de aur de către British Phonographic Industry (BPI) pentru cele peste 100.000 de copii expediate. În Irlanda, a debutat pe primul loc în clasamentul Irish Albums Chart, înlocuindu-l pe Bruce Springsteen cu discul Magic. Blackout a debutat pe prima poziție a ierarhiei European Top 100 Albums, depășind vânzările albumelor Long Road Out of Eden și e². Materialul a întâmpinat succes în Europa, clasându-se în top 10 în zece piețe muzicale. Blackout a ocupat locul patru în Elveția, locul șase în Austria, Italia și Danemarca, și locul 10 în Germania și Portugalia. Potrivit International Federation of the Phonographic Industry (IFPI), a fost al 32-lea cel mai bine vândut album al anului 2007. Până la finalul anului 2008, Blackout a înregistrat vânzări de peste 3.1 milioane de exemplare în întreaga lume.

## Impact în cultura pop
Atunci când albumul Blackout a fost lansat, comportamentul lui Spears a început să fie în contradicție cu imaginea ei publică. Stephen Thomas Erlewine de la AllMusic a afirmat faptul că Spears a fost un artist care s-a bazat întotdeauna pe „identitatea de «tipa atractivă din vecini» sculptată cu mare atenție”, însă pentru albumul Blackout, „aceste imagini au fost înlocuite de scene în care Britney sparge mașini cu umbrele, își șterge degetele unsuroase de rochia croită de designeri cunoscuți, și ațipește pe scenă, iar fiecare dezastru nou este o deposedare a ultimelor urme de senzualitate rămase în imaginea ei publică”. Erlweine a adăugat că acest album servește drept o coloană sonoră „pentru zilele în care Britney era amețită și beată, reflectând excesul care a umplut toate publicațiile de tabloid”. Redactorul a observat, de asemenea, că Blackout a avut o coerență ce „lipsea cu desăvârșire din acea Britney prezentată audienței”.
Tom Ewing de la Pitchfork a notat faptul că după ce piesa „Freakshow” a apărut în mod ilegal pe internet, un forum dedicat fanilor muzicii dubstep a deschis o postare legată de acest subiect. În douăzeci și patru de ore, cele 134 de comentarii ale postării s-au întins pe șapte pagini, generând reacții mixte. Ewing a exemplificat: „atunci când muzica de masă împrumută elemente din muzica underground, contribuie la îmbogățirea vocabularului pop”. De asemenea, editorul a atribuit calitatea pieselor de pe Blackout pe motive de ordin economic, de vreme ce unul dintre principalele motive pentru care vânzările de albume fizice au început să sufere în era digitală este din cauza unei „disocieri” întâlnite în magazinele online – consumatorilor le este mai ușor să cumpere câteva cântece decât un album întreg. Ewing a explicat că „[Blackout] preia modelul Revolver întâlnit în albumele pop – fiecare melodie este bună, și are potențial de a deveni hit – iar asta are mai multă logică decât niciodată. În special atunci când un superstar este capabil să fie la curent cu toate genurile muzicale populare, într-o industrie atât de rapidă”.
Criticii de specialitate au observat faptul că vocea lui Spears este prelucrată cu ajutorul Auto-Tune-ului. Ewing a spus că Blackout servește drept un memento în ceea ce privește cât de recognoscibilă este vocea cântăreței, spunând: „tratată sau netratată, răgușeală ei ușoară și sudică este unul dintre sunetele definitorii ale muzicii pop din anii 2000”. Totodată, redactorul a notat că albumul „este un maestru la capitolul autotune și editare a vocii drept instrumental muzical, contribuind atât la perturbarea și bruierea cântecelor, cât și la îmbunătățirea acestora”. Într-o recenzie pentru varianta demonstrativă înregistrată de Spears pentru cântecul „Telephone” lansat de Lady Gaga, Rob Sheffield de la revista Rolling Stone l-a comparat cu „Piece of Me” și a spus: „încă o dată, ne este demonstrat cât de mult impact a avut Britney în sunetele muzicii pop curente. Oamenii adoră să-și bată joc de Britney, iar asta de înțeles, dar dacă «Telephone» poate dovedi ceva, este că Blackout poate fi numit cu ușurință unul dintre cele mai influente albume pop din ultimii cinci ani”. În luna iunie a anului 2012, materialul discografic a fost inclus în arhiva și librăria muzeului Rock and Roll Hall of Fame.
Blackout a apărut în clasamentul de final de deceniu realizat de publicația Rolling Stone, fiind votat drept al șaptelea cel mai bun album al anilor 2000 de către cititorii revistei. Discul a apărut, de asemenea, în lista celor mai bune 500 de albume din istorie, ierarhie realizată de cititorii ziarului The Guardian. The Times a numit Blackout al cincilea cel mai bun album al deceniului, în timp ce în clasamentul celor mai bune albume lansate în anii 2000 realizat de revista Stylus Magazine, materialul a ocupat locul 54.

## Ordinea pieselor pe disc
Versiunea standard — 43:37
| Nr. | Titlu                      | Textier(i)                                                                           | Producător(i)               | Durată |
| --- | -------------------------- | ------------------------------------------------------------------------------------ | --------------------------- | ------ |
| 1.  | „Gimme More”               | Nate Hills James Washington Keri Hilson Marcella Araica                              | Danja Jim Beanz Hilson      | 4:11   |
| 2.  | „Piece of Me”              | Christian Karlsson Pontus Winnberg Klas Åhlund                                       | Bloodshy & Avant            | 3:32   |
| 3.  | „Radar”                    | Karlsson Winnberg Henrik Jonback Balewa Muhammad Candice Nelson Ezekiel Lewis J. Que | Bloodshy & Avant The Clutch | 3:49   |
| 4.  | „Break the Ice”            | Hills Washington Hilson Araica                                                       | Danja Beanz                 | 3:16   |
| 5.  | „Heaven on Earth”          | Michael McGroarty Nick Huntington Nicole Morier                                      | Freescha Kara DioGuardi     | 4:52   |
| 6.  | „Get Naked (I Got a Plan)” | Hills Araica                                                                         | Danja Beanz                 | 4:45   |
| 7.  | „Freakshow”                | Britney Spears Karlsson Winnberg Jonback Lewis J. Que                                | Bloodshy & Avant The Clutch | 2:55   |
| 8.  | „Toy Soldier”              | Karlsson Winnberg Magnus Wallbert Sean "The Pen" Garrett                             | Bloodshy & Avant Garrett    | 3:21   |
| 9.  | „Hot as Ice                | Faheem Najm Hills Araica                                                             | Danja Beanz                 | 3:16   |
| 10. | „Ooh Ooh Baby”             | Spears DioGuardi "Fredwreck" Farid Nasser Eric Coomes                                | Nasser DioGuardi            | 3:28   |
| 11. | „Perfect Lover”            | Hills Washington Hilson Araica                                                       | Danja Beanz                 | 3:02   |
| 12. | „Why Should I Be Sad”      | Pharrell Williams                                                                    | The Neptunes                | 3:10   |

Versiunea distribuită în mod exclusiv la Target (cântec bonus) — 47:22
| Nr. | Titlu              | Textier(i)                     | Producător(i) | Durată |
| --- | ------------------ | ------------------------------ | ------------- | ------ |
| 13. | „Outta This World” | Hills Washington Hilson Araica | Danja Beanz   | 3:45   |

Versiunea distribuită în Japonia (cântece bonus) — 60:35
| Nr. | Titlu                               | Textier(i)                                                | Producător(i)                        | Durată |
| --- | ----------------------------------- | --------------------------------------------------------- | ------------------------------------ | ------ |
| 14. | „Everybody”                         | Jonathan Rotem Evan Kidd Bogart Annie Lennox Dave Stewart | J.R. Rotem                           | 3:17   |
| 15. | „Get Back”                          | Ellis Hills Araica                                        | Danja Ellis                          | 3:50   |
| 15. | „Gimme More” (Paul Oakenfold Remix) | Hills Washington Hilson Araica                            | Danja Beanz Paul Oakenfold Ian Green | 6:06   |

Versiunea distribuită pe iTunes Store și Spotify (cântece bonus) — 59:44
| Nr. | Titlu                                                         | Textier(i)                     | Producător(i)         | Durată |
| --- | ------------------------------------------------------------- | ------------------------------ | --------------------- | ------ |
| 13. | „Get Back”                                                    | Ellis Hills Araica             | Danja Ellis           | 3:50   |
| 14. | „Gimme More” (Junkie XL Dub)                                  | Hills Washington Hilson Araica | Danja Beanz Junkie XL | 4:58   |
| 15. | „Everybody”                                                   | Rotem Bogart Lennox Stewart    | J.R. Rotem            | 3:17   |
| 16. | „Gimme More” (videoclip muzical) (disponibil pe iTunes Store) | Hills Washington Hilson Araica | Danja Beanz           | 4:02   |

Note
- Cântecul cu numărul 10, „Ooh Ooh Baby”, amestecă beat-ul piesei „Rock and Roll” (1972) a artistului Gary Glitter cu linia melodică a single-ului „Happy Together” a formației The Turtles.
- Cântecul cu numărul 14, „Everybody”, conține o mostră din single-ul „Sweet Dreams (Are Made of This)” (1983), compus de Annie Lennox și Dave Stewart.
- ^[a] semnifică un producător vocal;
- ^[b] semnifică un co-producător;
- ^[c] semnifică un remixer;
- ^[d] semnifică un producător suplimentar.

## Acreditări și personal
Persoanele care au lucrat la albumul Blackout sunt preluate de pe website-ul AllMusic.
- Britney Spears – voce principală, producător executiv
- Klas Åhlund – bas
- Marcella „Ms. Lago” Araica – inginer de sunet, mixaj, programare
- Jim Beanz – producător vocal, acompaniament vocal
- Bloodshy & Avant – producător, programare, acompaniament vocal, chitară, chitară bas, claviatură
- Jim Carauna – inginer de sunet
- The Clutch – producător
- Erik „Baby Jesus” Coomes – bas, chitară, chitară bas
- Tom Coyne – masterizare
- Kara DioGuardi – producător, acompaniament vocal
- Corte Ellis – acompaniament vocal
- David M. Erlich – coordonare producție
- Niklas Flyckt – mixaj
- Fredwreck – producător, chitară, claviatură
- Freescha – producător
- Sean Garrett – producător, acompaniament vocal
- Brian Garten – inginer de sunet
- Mark Gray – asistent inginer de sunet
- Hart Gunther – asistent inginer de sunet
- Jeri Heiden – direcție artistică, design
- Keri Hilson – producător vocal, acompaniament vocal
- Nate „Danja” Hills – producător
- Cara Bridgins Hutchinson – coordonare producție
- Ken „Duro” Ifill – inginer de sunet
- Henrik Jonback – bas, chitară
- Ezekiel „Zeke” Lewis – acompaniament vocal
- Mango – programare
- Tony Maserati – mixare
- Nicole Morier – acompaniament vocal
- Jackie Murphy – direcție artistică, design
- Glen Nakasako – direcție artistică, design
- Candice Nelson – acompaniament vocal
- The Neptunes – producător, inginer de sunet, mixaj, acompaniament vocal
- Brian Paturalski – inginer de sunet
- Robyn – acompaniament vocal
- Rob Skipworth – asistent inginer de sunet
- Mike Snow – asistent inginer de sunet
- T-Pain – acompaniament vocal
- Ron Taylor – editare
- Francesca Tolot – machiaj
- Ellen von Unwerth – fotograf
- Windy Wagner – acompaniament vocal
- Miles Walker – inginer de sunet
- Theresa LaBarbera-Whites – A&R
- Patti Wilson – stilist
- Jordan „DJ Swivel” Young – inginer de sunet

## Prezența în clasamente
| Țară (clasament 2007–2008)                 | Poziția maximă | Referință |
| ------------------------------------------ | -------------- | --------- |
| Australia (ARIA)                           | 3              | [ 128 ]   |
| Australia (ARIA Dance Albums)              | 1              | [ 129 ]   |
| Austria (Ö3 Austria)                       | 6              | [ 130 ]   |
| Belgia (Ultratop 50 Flandra)               | 17             | [ 114 ]   |
| Belgia (Ultratop 50 Valonia)               | 6              | [ 131 ]   |
| Canada (Canadian Albums Chart)             | 1              | [ 132 ]   |
| Croația (HDU)                              | 48             | [ 133 ]   |
| Cehia (HDU)                                | 27             | [ 134 ]   |
| Elveția (Swiss Hitparade)                  | 4              | [ 135 ]   |
| Danemarca (Hitlisten)                      | 6              | [ 136 ]   |
| Europa (European Top 100 Albums)           | 1              | [ 116 ]   |
| Finlanda (Suomen virallinen lista)         | 22             | [ 137 ]   |
| Franța (SNEP)                              | 2              | [ 138 ]   |
| Germania (Offizielle Top 100)              | 10             | [ 139 ]   |
| Irlanda (IRMA)                             | 1              | [ 119 ]   |
| Italia (FIMI)                              | 6              | [ 140 ]   |
| Japonia (Oricon)                           | 4              | [ 141 ]   |
| Mexic (Top 100 Mexico)                     | 2              | [ 142 ]   |
| Noua Zeelandă (RMNZ)                       | 8              | [ 143 ]   |
| Norvegia (VG-lista)                        | 12             | [ 144 ]   |
| Olanda (MegaCharts)                        | 14             | [ 145 ]   |
| Polonia (ZPAV)                             | 24             | [ 146 ]   |
| Portugalia (ZPAV)                          | 1              | [ 147 ]   |
| Regatul Unit (OCC)                         | 2              | [ 117 ]   |
| Scoția (OCC)                               | 3              | [ 148 ]   |
| Spania (PROMUSICAE)                        | 11             | [ 149 ]   |
| Suedia (Sverigetopplistan)                 | 11             | [ 150 ]   |
| Statele Unite ale Americii (Billboard 200) | 2              | [ 151 ]   |
| Ungaria (MAHASZ)                           | 24             | [ 152 ]   |

| Țară (clasament)                           | Poziția maximă | Referință |
| 2007                                       | 2007           | 2007      |
| ------------------------------------------ | -------------- | --------- |
| Australia (ARIA)                           | 56             | [ 153 ]   |
| Australia (ARIA Dance Albums)              | 5              | [ 154 ]   |
| Belgia (Ultratop Valonia)                  | 97             | [ 155 ]   |
| Franța (SNEP)                              | 138            | [ 156 ]   |
| Mexic (Top 100 Mexico)                     | 87             | [ 157 ]   |
| Regatul Unit (OCC)                         | 130            | [ 158 ]   |
| Statele Unite ale Americii (Billboard 200) | 138            | [ 159 ]   |
| În întreaga lume (IFPI)                    | 32             | [ 120 ]   |
| 2008                                       |                |           |
| Australia (ARIA)                           | 83             | [ 160 ]   |
| Australia (ARIA Dance Albums)              | 10             | [ 161 ]   |
| Regatul Unit (OCC)                         | 110            | [ 162 ]   |
| Statele Unite ale Americii (Billboard 200) | 85             | [ 163 ]   |

## Vânzări și certificări
| \| Țara \| Vânzări/ puncte \| Certificare \| Referințe \| \| --------------------------------- \| --------------- \| ----------- \| ---------- \| \| Australia (ARIA) \| +70.000 \| \| [164] \| \| Belgia (BEA) \| +15.000 \| \| [165] \| \| Brazilia (Pro-Música Brasil) \| +30.000 \| \| [166] \| \| Canada (Music Canada) \| +100.000 \| \| [167] \| \| Franța (SNEP) \| +50.000 \| \| [168] \| \| Irlanda (IRMA) \| +15.000 \| \| [169] \| \| Japonia (RIAJ) \| +100.000 \| \| [170] \| \| Noua Zeelandă (RMNZ) \| +7.500 \| \| [171] \| \| Regatul Unit (BPI) \| +291.075 \| \| [118][172] \| \| Rusia (NFPF) \| +80.000 \| \| [173] \| \| Statele Unite ale Americii (RIAA) \| +1.000.000 \| \| [174] \| \| Ungaria (MAHASZ) \| +3.000 \| \| [175] \| | Note - reprezintă „disc de aur”; - reprezintă „disc de platină”; - reprezintă „cvadruplu disc de platină”. |             |                 |
| Țara | Vânzări/ puncte                                                                                            | Certificare | Referințe       |
| Australia (ARIA) | +70.000 |             | [ 164 ]         |
| Belgia (BEA) | +15.000 |             | [ 165 ]         |
| Brazilia (Pro-Música Brasil) | +30.000 |             | [ 166 ]         |
| Canada (Music Canada) | +100.000                                                                                                   |             | [ 167 ]         |
| Franța (SNEP) | +50.000 |             | [ 168 ]         |
| Irlanda (IRMA) | +15.000 |             | [ 169 ]         |
| Japonia (RIAJ) | +100.000                                                                                                   |             | [ 170 ]         |
| Noua Zeelandă (RMNZ) | +7.500 |             | [ 171 ]         |
| Regatul Unit (BPI) | +291.075                                                                                                   |             | [ 118 ] [ 172 ] |
| Rusia (NFPF) | +80.000 |             | [ 173 ]         |
| Statele Unite ale Americii (RIAA) | +1.000.000                                                                                                 |             | [ 174 ]         |
| Ungaria (MAHASZ) | +3.000 |             | [ 175 ]         |

## Datele lansărilor
| Țară                       | Dată              | Versiune                             | Format(e)              | Casă de discuri | Ref.                    |
| -------------------------- | ----------------- | ------------------------------------ | ---------------------- | --------------- | ----------------------- |
| Spania                     | 25 octombrie 2007 | Standard                             | CD descărcare digitală | Sony BMG        | [ 176 ] [ 177 ] [ 178 ] |
| Germania                   | 26 octombrie 2007 | Standard                             | CD descărcare digitală | Sony BMG        | [ 179 ] [ 180 ] [ 181 ] |
| Italia                     | 26 octombrie 2007 | Standard                             | CD descărcare digitală | Sony BMG        | [ 182 ] [ 183 ] [ 184 ] |
| Statele Unite ale Americii | 26 octombrie 2007 | Distribuită exclusiv pe iTunes Store | Descărcare digitală    | Jive            | [ 185 ]                 |
| Australia                  | 27 octombrie 2007 | Standard                             | CD descărcare digitală | Sony BMG        | [ 186 ] [ 187 ]         |
| Franța                     | 29 octombrie 2007 | Standard                             | CD descărcare digitală | Sony BMG        | [ 188 ] [ 189 ] [ 190 ] |
| Polonia                    | 29 octombrie 2007 | Standard                             | CD                     | Sony BMG        | [ 191 ]                 |
| Regatul Unit               | 29 octombrie 2007 | Standard                             | CD                     | RCA             | [ 192 ]                 |
| Canada                     | 30 octombrie 2007 | Standard                             | CD descărcare digitală | Sony BMG        | [ 193 ] [ 194 ]         |
| Statele Unite ale Americii | 30 octombrie 2007 | Standard                             | CD descărcare digitală | Jive            | [ 195 ] [ 196 ] [ 197 ] |
| Danemarca                  | 31 octombrie 2007 | Standard                             | CD                     | Sony BMG        | [ 198 ]                 |
| Finlanda                   | 31 octombrie 2007 | Standard                             | CD                     | Sony BMG        | [ 199 ]                 |
| Norvegia                   | 31 octombrie 2007 | Standard                             | CD                     | Sony BMG        | [ 200 ]                 |
| Suedia                     | 31 octombrie 2007 | Standard                             | CD descărcare digitală | Sony BMG        | [ 201 ] [ 202 ]         |
| Statele Unite ale Americii | 13 noiembrie 2007 | Distribuită exclusiv la Target       | CD                     | Jive            | [ 203 ]                 |
| Japonia                    | 14 noiembrie 2007 | Exclusivă                            | CD descărcare digitală | Sony BMG        | [ 204 ] [ 193 ] [ 205 ] |